# James Butler, 1. Duke of Ormonde

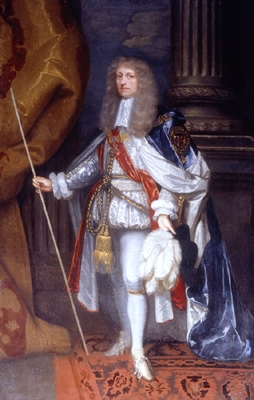
James Butler, 1. Duke of Ormonde, um 1680

James Butler, 1. Duke of Ormonde KG (* 19. Oktober 1610 in London; † 21. Juli 1688 in Kingston Lacy, Dorset) war ein anglo-irischer Staatsmann und Soldat. Er wurde bekannt durch seine Verwicklung in die Irischen Konföderationskriege der 1640er Jahre, in denen er die englischen königlichen Truppen in Irland kommandierte.

## Frühe Jahre
James Butler war der älteste Sohn von Thomas Butler, Viscount Thurles, und Elisabeth, der Tochter von Sir John Poyntz und der Enkel von Walter Butler, 11. Earl of Ormonde. Die Butlers von Ormonde waren eine alte englische Dynastie, die den Südosten Irlands seit dem Mittelalter beherrschten. Als James’ Vater im Jahre 1619 ertrank, wurde der Junge zur Erziehung von König Jakob I. in den Haushalt von George Abbot, dem Erzbischof von Canterbury gegeben. Dies war ein entscheidender Einschnitt in das Leben des Jungen, da er zuvor von einem katholischen Hauslehrer erzogen wurde. Während alle seine Verwandten in Irland katholisch waren, wurde James nun protestantisch erzogen. Beim Erzbischof blieb er bis 1625. Danach zog er wieder nach Irland zu seinem Großvater. Das Verhältnis zu seiner Familie und seinen anderen Verwandten war allerdings angespannt, da sie seit einiger Zeit unter religiösen Diskriminierungen und Konfiszierungen von Ländereien durch die englische Regierung zu leiden hatten, während er durch seine Religion unbehelligt blieb. Im Dezember 1629 heiratete er seine Cousine Elisabeth Preston, 2. Lady Dingwall, die Tochter und Erbin von Richard Preston, 1. Earl of Desmond. Dies beendete gleichzeitig einen lange währenden Streit zwischen beiden Familien und führte zu einer Zusammenlegung der Besitztümer. Als James’ Großvater im Jahre 1634 starb, erbte er von ihm die Adelstitel 12. Earl of Ormonde, 5. Earl of Ossory und 4. Viscount Thurles, sowie das erbliche Hofamt des Chief Butler of Ireland.

## Rebellion und Bürgerkrieg

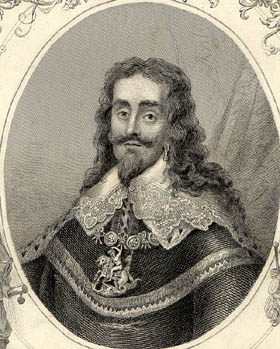
König Karl I.

Ormonde hatte bereits einen guten Ruf in Irland. Seine aktive Militärkarriere begann 1633, als Thomas Wentworth den Posten des Lord Lieutenant of Ireland übernahm, der ihn sehr förderte. Wentworth beschrieb ihn dem König, als „jungen, aber glauben Sie mir, klugen Kopf.“ Ormonde wurde im Laufe der Zeit Wentworth’ engster Freund und Unterstützer. Wentworth plante großflächige Konfiszierungen von Ländereien, die katholischen Besitzern gehörten, was Ormonde unterstützte. Dies führte allerdings zu heftigem Streit mit seinen Verwandten. Viele von ihnen gingen in Opposition zu Wentworth, was schließlich zur Rebellion führte. Im Jahre 1640 wurde er während Wentworth’ Abwesenheit vertretungsweise Oberkommandierender der Truppen. Als die Irische Rebellion im Jahre 1641 ausbrach, wurde Ormonde Befehlshaber der Regierungstruppen in Dublin. Der Rest des Landes wurde schon nach kurzer Zeit von den Rebellen in Besitz genommen, zu denen auch Ormondes Verwandte gehörten. Trotzdem kam es zwischen Ormonde und seinen Verwandten nicht zum völligen Abbruch der Beziehungen. Beispielsweise wurde Ormondes Frau und Kinder von seinem Cousin Richard Butler, 3. Viscount Mountgarret, aus der rebellierenden Stadt Kilkenny nach Dublin eskortiert. Ormonde führte in der Folgezeit mehrere Expeditionen ins Umland von Dublin an, um dort Rebellen aufzuspüren. Zunächst konnte er im Jahre 1642 Naas und später dann große Teile von Pale zurückerobern. Trotz dieser Erfolge entstand auch unter den Lordrichtern Irlands Misstrauen ihm gegenüber, aufgrund der Vielzahl von Verwandten, die auf der irischen Seite kämpften. Dieses Misstrauen verschwand allerdings, als Ormonde die Stadt Drogheda befreien konnte. Das englische Parlament dankte ihm und schenkte ihm einen Edelstein im Wert von 620 englischen Pfund. Am 15. April 1642 siegte er in der Schlacht von Kilrush gegen seinen Cousin Lord Mountgarret. Am 30. August 1642 wurde er zum Marquess of Ormonde erhoben und bekam am 16. September direkt vom König eine Ernennung zum Generalleutnant.
Am 18. März 1643 siegte er gegen Thomas Preston, dem späteren Viscount Tara. Ormonde befand sich nun aber in einer schwierigen Situation, da im September der Englische Bürgerkrieg ausbrach und daher aus England kein Nachschub für seine Truppen zu erwarten war. Immer noch waren zwei Drittel des Landes in der Gewalt der Rebellen. Zusätzlich wechselten die Truppen der schottischen Covenanter, die eigentlich in Ulster gelandet waren, um die Irische Rebellion niederzuschlagen, die Seiten und unterstützten die englischen Parlamentstruppen gegen den König. Da Ormonde in Dublin nun völlig isoliert war, stimmte er schließlich einem Waffenstillstand zu. Bedingung war, das der Großteil Irlands der Irisch-Katholischen Konföderation übergeben werden musste. Nur einige kleine Distrikte an der Ostküste Irlands und in der Umgebung von Cork blieben zusammen mit einigen Festungen im Norden und Westen unter englischer Verwaltung. Diese Vereinbarung wurde von den Lordrichtern und der protestantischen Bevölkerung Irlands allerdings vehement verurteilt.
Ormonde setzte dann mit einem Teil seiner Truppen auf Anforderung des Königs nach England über und kämpfte auf der königstreuen Seite im Bürgerkrieg, wo sie allerdings in der Schlacht von Nantwich am 26. Januar 1644 vernichtend geschlagen wurden. Ormonde wurde daraufhin vom König zum Lord Lieutenant von Irland ernannt mit dem Auftrag, zu verhindern, dass das Parlament sich Verstärkungen aus Irland besorgt. Gleichzeitig sollte er in Irland Truppen für den König ausheben und dafür sorgen, dass die Truppen der schottischen Covenanter in Ulster nicht nach England übersetzen. Ihm wurde weiterhin erlaubt, den bisherigen Waffenstillstand mit den Irischen Konföderierten in einen Friedensvertrag umzuwandeln. Der König erhoffte sich dadurch, dass die Iren dann Truppen nach England schicken würden, die auf des Königs Seite im Bürgerkrieg kämpfen würden.

## Verhandlungen mit den Irischen Konföderierten

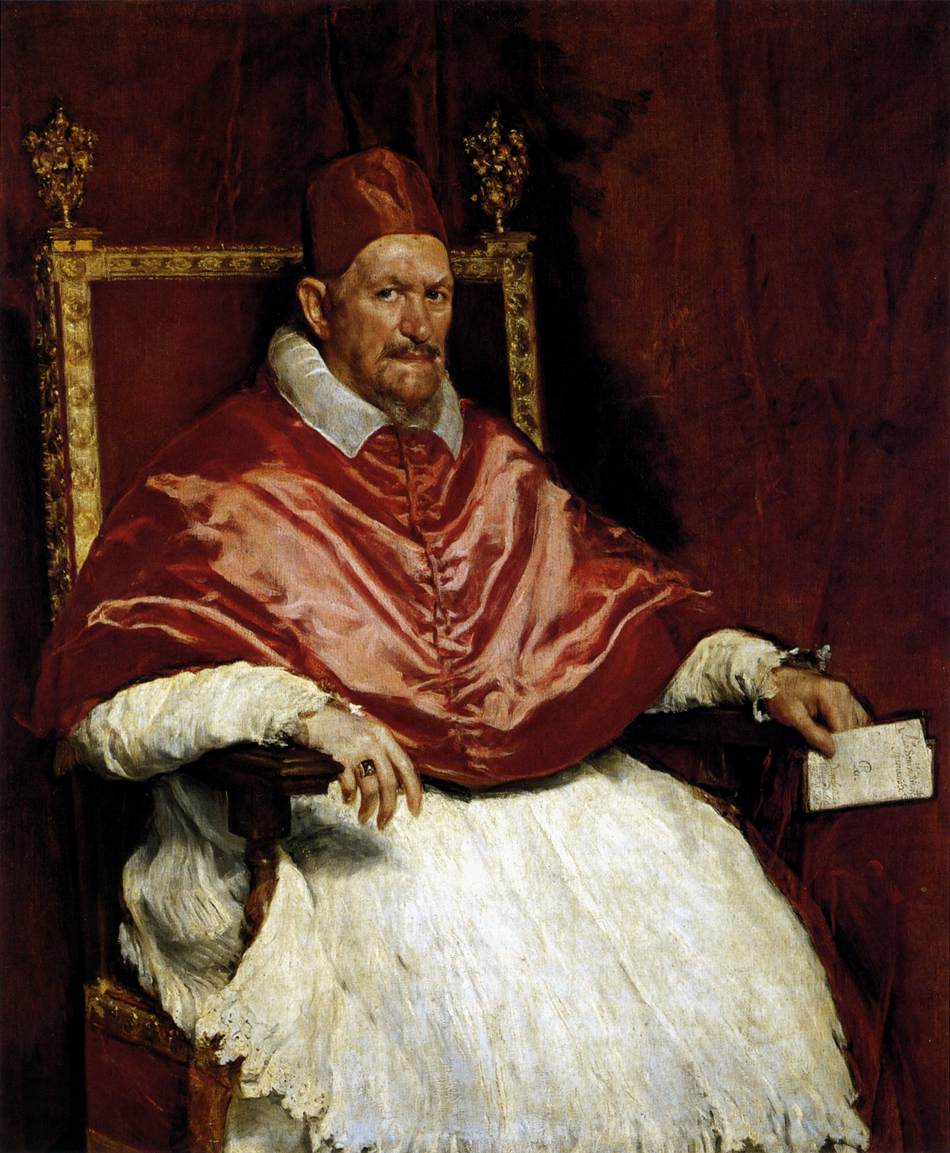
Papst Innozenz X.

Diese verschiedenen Aufgaben waren schwierig zu bewältigen.
Die „Alten Iren“ (geborene Iren) und die „Alten Engländer“ (katholische Iren englischer Herkunft) waren als Irische Konföderierte praktisch eine unabhängige katholische Regierung mit Sitz in Kilkenny, forderten Tolerierung ihrer Religion und politische Selbstbestimmung. Demgegenüber standen die englischen und schottischen protestantischen Einwohner Irlands. Sobald Ormonde den Konföderierten gegenüber Entgegenkommen zeigte, verlor er immer mehr Unterstützung bei den Protestanten. Daher gestalteten sich die Verhandlungen mit den Konföderierten schwierig, obwohl er fast nur mit Verwandten und Freunden verhandeln musste.
Er schaffte es jedenfalls, das katholische irische Truppen auf Seiten des englischen Königs einen Feldzug nach Schottland unternahmen. 1644 setzte Ormonde zusammen mit Randal MacDonnell, 1. Marquess of Antrim, und einer Truppe von Irischen Konföderierten unter dem Kommando von Alasdair MacColla nach Schottland über, um die königstreuen Schotten zu unterstützen. Dies entfachte den Schottischen Bürgerkrieg (1644–1645). Dies blieb allerdings die einzige Einmischung katholischer Truppen in Britannien während des Bürgerkriegs.
Am 28. März 1646 schloss Ormonde einen Vertrag mit den Irischen Konföderierten, der ihnen religiöse Zugeständnisse machte und einige Repressalien zurücknahm. Dieser Vertrag wurde allerdings von der konföderierten Generalversammlung nicht akzeptiert, nicht zuletzt dadurch, dass Papst Innozenz X. durch seinen Nuntius Giovanni Battista Rinuccini Einfluss nahm. Der Papst war mit einem Kompromiss nicht einverstanden. Daraufhin wurden diejenigen, die den Vertrag mit Ormonde ausgehandelt hatten festgenommen und die Konföderierten kündigten den Frieden mit Ormonde auf.
Es wurde schnell deutlich, dass Ormonde Dublin gegen die Rebellen nicht würde halten können. Daraufhin nahm er Kontakt mit dem „Langen Parlament“ in England auf und schloss am 19. Juni 1647 einen Vertrag, der besagte, dass er Dublin an das Parlament übergeben würde. Der Vertrag beinhaltete Vereinbarungen, die sowohl die Interessen von Protestanten, als auch nicht rebellierende Katholiken berücksichtigten. Ormonde reiste Anfang August 1647 nach England, wo er offiziell Dublin und seine Truppen dem parlamentarischen Kommandanten Michael Jones übergab. In diesem Zusammenhang soll Ormonde geäußert haben, dass er „englische Rebellen den irischen vorziehen würde.“

## Kommandant der königlichen Allianz
Ormonde suchte im August und im Oktober 1647 den König im Hampton-Court-Palast auf, musste aber im März 1648 zusammen mit der Königin und dem Prince of Wales nach Paris fliehen, um einer Inhaftierung durch das Parlament zu entgehen. Im September des gleichen Jahres wurde der päpstliche Nuntius aus Irland ausgewiesen, und Ormonde konnte nach Irland zurückkehren, um einen erneuten Versuch zu unternehmen, die verschiedenen Parteien auf die Seite des Königs zu ziehen. Die Irischen Konföderierten waren nun auch eher bereit, einem Kompromiss zuzustimmen, da das Jahr 1647 eine Reihe von militärischen Misserfolgen gegen die Streitkräfte des englischen Parlaments gebracht hatte.
Am 17. Januar 1649 schloss Ormonde schließlich einen Friedensvertrag mit den irischen Rebellen ab. Ormonde wurde als Kommandant der Irischen Konföderierten Armee eingesetzt und befehligte außerdem die königlichen Truppen, die in Irland, aus Frankreich kommend, landeten. Trotz dieser irischen Unterstützung konnte er aber nicht verhindern, dass Cromwell in den Jahren 1649 und 1650 Irland eroberte. Ormonde versuchte zwar noch im August 1649 Dublin zurückzuerobern, wurde aber in der Schlacht von Rathmines zurückgeschlagen. Er versuchte dann einige befestigte Städte zu halten, aber, beginnend mit der Belagerung von Drogheda im September 1649, wurde eine nach der anderen von Cromwell und seiner „New Model Army“ erobert. Der Großteil von Ormondes englischen und protestantischen Truppen meuterte schließlich und lief im Mai 1650 zu Cromwell über. Also blieben ihm nur die katholischen irischen Truppen, die ihm allerdings sehr misstrauten. Er wurde dann auch gegen Ende des Jahres 1650 seines Kommandos enthoben und kehrte im Dezember 1650 nach Frankreich zurück.
Im Jahre 1652 erließ Cromwell eine neue Grund- und Bodenordnung. Im Zuge dieser Verordnung wurde Lord Ormondes Landbesitz in Irland konfisziert, und er wurde von der Amnestie ausgeschlossen, die den königstreuen Anhängern gewährt wurde, die sich bis dahin ergeben hatten. Lord Ormonde, der nun ständig unter Geldmangel litt, suchte intensiven Kontakt zu Karl II. und seiner Mutter in Paris und folgte ihnen auch nach Aachen und Köln, als sie aus Paris ausgewiesen wurden als Folge des Friedensvertrags zwischen Kardinal Mazarin und Cromwell im Jahre 1655.
Im Jahre 1658 begab er sich auf eine Geheimmission nach England, um verlässliche Informationen darüber zu bekommen, ob ein Aufstand Chancen hätte. Er traf danach den König wieder in Fuenterrabia im Jahre 1659 und traf auch Mazarin zu einem Gespräch. Er war auch verwickelt in die nachfolgenden geheimen Aktionen, um den englischen König wieder einzusetzen.

## Karriere während der Restauration

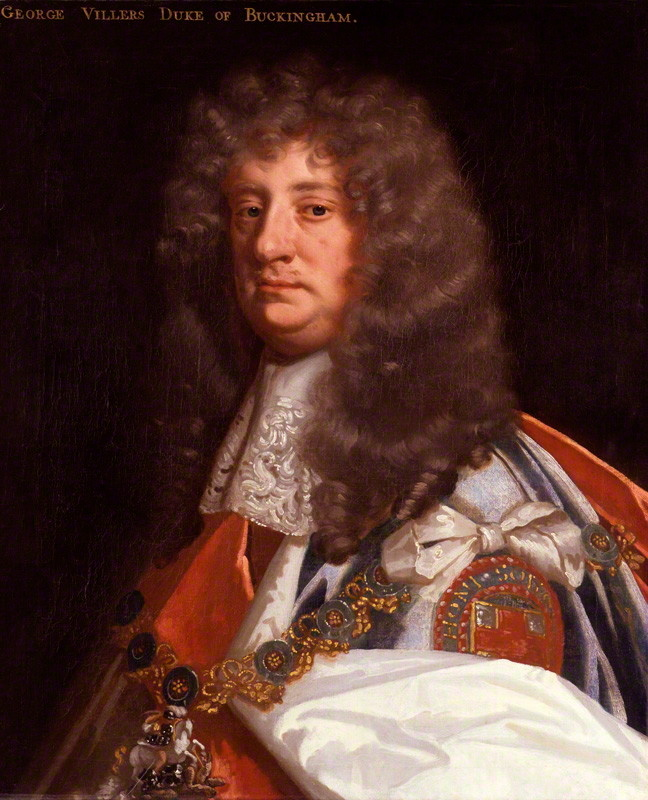
Ormondes Widersacher, der Duke of Buckingham

Als Karl im Zuge der Restauration als König nach England zurückkehrte, wurde Ormonde Beauftragter für das Schatzamt und die Marine. Ihm wurden in den nächsten Jahren folgende Ämter und Titel verliehen:
- Lord Steward of the Household (eine Art Privatsekretär des Königs)
- Lord Lieutenant of Somerset (dieses Amt legte er im Jahre 1672 nieder)
- High Steward of Westminster, Kingston und Bristol
- Kanzler des Trinity College in Dublin
- Earl of Brecknock (Peerage of England, 20. Juli 1660)
- Baron Butler, of Llanthony in the County of Monmouth (Peerage of England, 20. Juli 1660)
- Duke of Ormonde (Peerage of Ireland, 30. März 1661)
- Lord High Steward von England (im Jahr der Krönung des Königs)

Mit Rückkehr des Königs erhielt er auch wieder seine Ländereien in Irland zurück. Zusätzlich erhielt er weitere Güter als Anerkennung für seine treuen Dienst im königlichen Dienst. Im folgenden Jahr schenkte ihm das irische Parlament 30.000 Pfund. Trotz dieser wiedererlangten Werte hatte er einen Verlust in Höhe von 868.000 Pfund. Am 4. November 1661 wurde ihm erneut das Amt des Lord Lieutenant von Irland übertragen und er begann damit, die Besiedlung Irlands zu ordnen. Hauptprobleme bereiteten ihm zunächst die Gesetze über das Verbot der Einfuhr irischen Viehs nach England. Dies war ein herber Schlag für die irische Wirtschaft. Ormonde befahl daraufhin, keine schottischen Gebrauchsartikel mehr ins Land zu lassen und begann selber mit anderen Ländern Handelsbeziehungen aufzubauen. Er unterstützte die irischen Gewerbebetriebe und die Bildung aufs Äußerste und förderte das Irische Ärzte-College. Ormonde war immer schon eine streitbare Persönlichkeit gewesen und hoch motiviert in der Erfüllung seiner Aufgaben.
Er war ein treuer und loyaler Untertan des Königs, obwohl seine Gunst am Hof abnahm. Immer öfter wurde ihm die Schuld dafür gegeben, wenn am Hof des Königs etwas falsch lief. Der Vertraute des Königs, der Duke of Buckingham, trug erheblich dazu bei, dass der Einfluss Ormondes am Hof geringer wurde. Insbesondere seine angeblich unverantwortliche Art in Irland in Krisenzeiten zu regieren, war immer wieder Anlass der Kritik. Er soll angeordnet haben, dass Soldaten bei Zivilisten einquartiert wurden und unter Kriegsrecht regiert haben. Buckingham drängte auf eine Anklage gegen ihn. Im März 1669 wurde Ormonde aus der Regierung Irlands abgezogen und ebenso aus dem Komitee für irische Angelegenheiten. Er klagte nicht dagegen, forderte aber, dass seine Söhne und andere Getreue in ihren Positionen bleiben dürfen. Danach widmete er sich hauptsächlich seiner Aufgabe als Kanzler der Universität von Oxford, zu dem er am 4. August 1669 gewählt wurde.
Am 6. Dezember 1670 wurde auf Ormonde ein Aufsehen erregender Mordanschlag verübt. Ein Ganove und Abenteurer namens Thomas Blood, der bereits erfolglos einen Anschlag auf die Burg von Dublin versucht hatte und 1671 mit dem Versuch scheitern wird, die Königskrone aus dem Tower zu stehlen, überfiel Ormonde mit einigen Komplizen, als dieser die St. James Street in London entlangfuhr. Sie zogen ihn aus seiner Kutsche, setzten ihn auf ein Pferd und flohen Richtung Piccadilly, um ihn dann in Tyburn aufzuhängen. Ormonde schaffte es allerdings, den Banditen, der ihn auf dem Pferd festhielt, zu überwältigen und zu fliehen. Es wurde vermutet, dass der Überfall von Lord Buckingham inszeniert worden war. Dieser wurde auch durch Ormondes Sohn, Lord Ossory, in Anwesenheit des Königs, öffentlich des Verbrechens beschuldigt. Lord Ossory drohte Buckingham mit dem Tode, sollte seinem Vater irgendeine Gewalt angetan werden. Der König zweifelte allerdings an den Vorwürfen, was auch dadurch deutlich wurde, dass er Thomas Blood amnestierte und damit eindeutig Buckinghams Seite stärkte.
Im Jahre 1671 lehnte sich Ormonde erfolgreich gegen Richard Talbots Versuch auf, die Landreform in Irland wieder rückgängig zu machen. 1673 besuchte er erneut Irland und blieb dort bis 1675. Dann wurde er zum König gerufen, um ihn in Angelegenheiten mit dem Parlament zu beraten. Zwei Jahre später hatte Ormonde die Gunst des Königs zurückgewonnen und wurde in sein früheres Amt als Lord-Lieutenant von Irland wieder eingesetzt. Bei seiner Ankunft in Irland begann er damit, die Finanzen und die Armee auf eine solide Basis zu stellen. Als nach der so genannten „Papisten-Verschwörung“ (Popish Plot) Tumulte ausbrachen, stellte er sich schützend vor die katholische Bevölkerung des Landes. Diese Parteinahme setzte ihn schweren politischen Anfeindungen aus, besonders durch Anthony Ashley Cooper, 1. Earl of Shaftesbury; die Unterstützung seines Sohnes Lord Ossory bewahrte Ormonde aber vor den Konsequenzen. Am 9. November 1682 wurde ihm die englische Herzogswürde als Duke of Ormonde verliehen und im Juni 1684 kehrte er zurück nach Irland, wurde allerdings schon im Oktober nach London zurückgerufen, da erneut Intrigen gegen ihn am Hofe gesponnen wurden. Als Ormonde gerade sein Amt als Lord-Lieutenant in Irland antreten wollte, starb König Karl II. und eine der letzten Amtshandlungen Ormondes war es, den neuen König James II. in Dublin auszurufen. Neben seiner Regierungstätigkeit war Ormonde zwischen 1645 und 1688 Kanzler des Trinity College in Dublin, obwohl er dieser Tätigkeit anfangs 15 Jahre nur aus dem Exil nachkommen konnte.
Ormonde zog sich dann nach Cornbury in Oxfordshire zurück, wo er in einem Haus von Henry Hyde, 2. Earl of Clarendon, lebte. Der Ruhestand dauerte aber nur bis 1687, als er offen Widerstand gegen den König ankündigte, um dessen religiösen Einfluss auf die Eliteschule Charterhouse School zu verhindern. Auch in der Frage des übermäßigen Luxus kritisierte er den König. Trotz dieser Kritik ließ sich der König bis zuletzt nicht dazu hinreißen, Ormonde seine Gunst zu entziehen.
Ormonde starb am 21. Juli 1688 in Kingston Lacy, Dorset. Mit ihm starb eine der einflussreichsten Persönlichkeiten seiner Zeit. Er wurde bereits im Jahre 1682 in Irland in einem Gedicht verewigt, das anlässlich seiner Rückkehr ins Land veröffentlicht wurde:
A Man of Plato's grand nobility,
An inbred greatness, innate honesty;
A Man not form'd of accidents, and whom
Misfortune might oppress, not overcome
Who weighs himself not by opinion
But conscience of a noble action.
Ormonde wurde am 1. August 1688 in der Westminster Abbey beerdigt.

## Familie

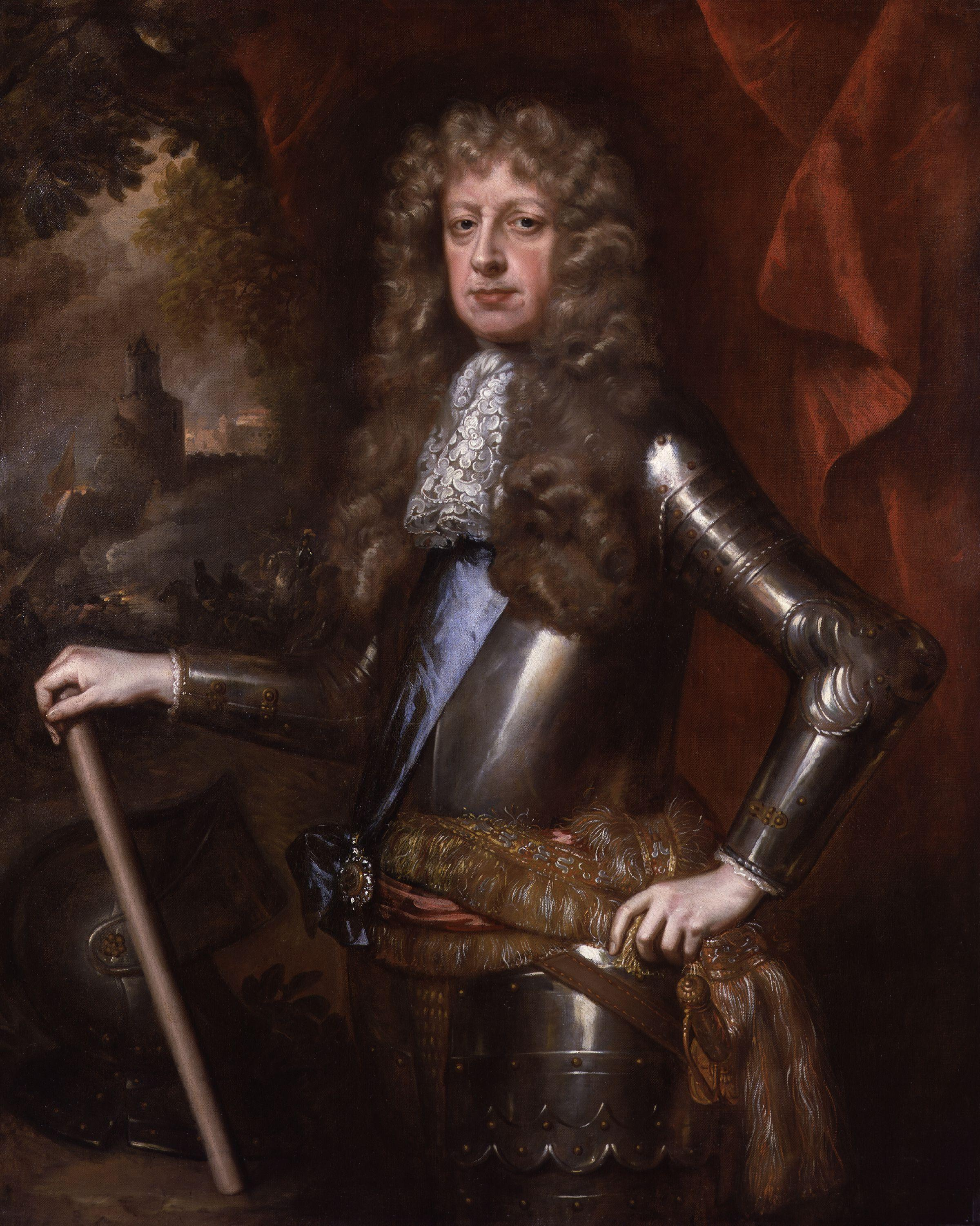
James Butler, 1. Duke of Ormonde, um 1680/1685

Mit seiner Gattin Elisabeth Preston, 2. Lady Dingwall, hatte er sieben Kinder, von denen drei Söhne die Kindheit überlebten:
- Thomas Butler (1632–1632);
- Thomas Butler, 6. Earl of Ossory (1634–1680);
- James Butler (1636–1645);
- Richard Butler, 1. Earl of Arran (1639–1686);
- Elisabeth Butler (1640–1665)[1] ⚭ 1660 Philip Stanhope, 2. Earl of Chesterfield;
- John Butler, 1. Earl of Gowran (1643–1677);
- Mary Butler (1646–1710) ⚭ 1662 William Cavendish, 1. Duke of Devonshire.

Der älteste Sohn, Thomas Butler, Earl of Ossory, starb bereits vor seinem Vater, so dass der Enkel von James Butler ihm als 2. Duke of Ormonde nachfolgte (1665–1745). Die anderen beiden Söhne, Richard, wurde Earl of Arran und John wurde Earl of Gowran, starben beide ohne männlichen Erben. Daher starb die Linie der Ormondes mit Charles Butler, 3. Duke of Ormonde aus.

## James Butler als literarische Figur
Friedrich Halms Novelle Die Freundinnen (1860) enthält eine Episode aus dem Leben James Butlers, die an eine von Thomas Carte mitgeteilte Quelle anknüpft.